# 清水孝雄
清水 孝雄（しみず たかお）は、日本の生化学者。元東京大学医学系研究科教授、東京大学医学部長、東京大学副学長。
生化学・分子生物学、特に脂質代謝と脂質メディエーターの研究を専門とする。また、テニスと登山を趣味としている。東京都千代田区出身。文部科学省の基礎医学研究者育成プログラムなどの推進に貢献。日本医学会副会長を併任。

## 略歴
- 1966年 東京教育大学附属高等学校（現・筑波大学附属高等学校）卒業
- 1966年 東京大学理科3類入学
- 1973年 東京大学医学部卒業
- 1975年 京都大学医学部研究生
- 1979年 同助手
- 1982年 カロリンスカ研究所客員研究員
- 1984年 東京大学医学部助教授
- 1991年 東京大学医学部教授
- 2007年 東京大学医学系研究科長・医学部長
- 2011年 東京大学　理事・副学長
- 2013年 東京大学　総長顧問
- 2013年 国立国際医療研究センター 理事、研究所長
- 2013年 国立国際医療研究センター　脂質シグナリングプロジェクト長併任[2]
- 2017年 公益財団法人　微生物化学研究所　常務理事併任
- 2022年 微生物化学研究会　研究所長（https://www.bikaken.or.jp）

## 受賞歴
- 2000年 エルンスト・シエーリング賞 (for his seminal research on the role of eicosanoid)[3]
- 2000年 米国医学会(American Association of Physician)　外国人客員会員
- 2000年 日本医師会医学賞基礎部門
- 2001年 持田記念学術賞（脂溶性生理活性物質と生体制御に対して）[4]
- 2003年 武田医学賞（脂質メディエーターに関する総合的研究に対して）[5]
- 2004年 上原賞（生理活性脂質の生合成と機能に関する総合的研究に対して）[6]
- 2009年 日本学士院賞（生理活性脂質と膜リン脂質代謝）[7]
- 2020年 瑞宝中綬章受勲[8]
- 2022年 Life-time Achievement Award from Eicosanoid Research Foundation